# Dick Mitchison
Pour les articles homonymes, voir Mitchison.
Gilbert Richard Mitchison (23 mars 1894 - 14 février 1970) est un homme politique travailliste britannique.

## Biographie
Né à Staines, Mitchison fait ses études au Collège d'Eton et au New College, Oxford, et devient avocat (appelé au barreau en 1917) et conseiller du roi. Il sert avec les Queen's Bays pendant la Première Guerre mondiale, atteignant le grade de major et obtenant la Croix de Guerre. Il travaille au ministère du Travail pendant la Seconde Guerre mondiale, sur l'enquête sur la main-d'œuvre de Beveridge et dirige l'enquête sur la reconstruction sociale du Nuffield College.
Mitchison se présente au Parlement sans succès à King's Norton aux élections de 1931 et 1935. Il est député travailliste de Kettering entre 1945 et 1964, battant le jeune titulaire, John Profumo, aux élections de 1945. Au Parlement, Mitchison parraine le New Streets Act en tant que projet de loi d'initiative parlementaire. Il reçoit une pairie à vie, créée baron Mitchison, de Carradale dans le comté d'Argyllshire le 5 octobre 1964. Il siège à l'exécutif de la Fabian Society.
Il épouse l'écrivaine Naomi Haldane (fille de John Scott Haldane et sœur de John Burdon Sanderson Haldane) à Oxford en 1916. Ils ont six enfants, dont quatre fils : Geoffrey (1918-1927), Denis Mitchison (1919-2018), professeur de bactériologie), Murdoch Mitchison (1922-2011) et Avrion (né en 1928), tous deux professeurs de zoologie. Leurs filles sont Lois et Valentine, dont la dernière épouse l'historien Mark Arnold-Forster (en). Mitchison est décédé à Westminster à l'âge de 75 ans.